# Monika Wyss
Pour les articles homonymes, voir Wyss.
Monika Wyss, née en 1959 à Bâle, est la première « prêtresse catholique » de Suisse,,, ordination qui n'est pas reconnue valide par l'Église catholique. Elle n'est cependant pas excommuniée, comme les précédentes femmes ordonnées prêtre.

## Biographie
Monika Wyss nait dans une famille catholique très pratiquante, qui fréquente la messe tous les dimanches. Son père est laborantin chez Sandoz et président du Conseil de sa paroisse, et sa mère catéchiste.
Elle perd la foi à 18 ans quand son père se suicide. Elle pratique le sport pour rester positive, et effectue des études d’orfèvrerie, matière qu'elle enseigne ensuite pendant huit ans. Elle retrouve la foi plus tard à la naissance de sa fille. Elle s'éloigne de son mari qui préfère continuer à faire du sport que de se consacrer à l'éducation des enfants, et ils divorcent finalement quand elle a 37 ans. Inscrite au chômage, elle se forme en informatique et finit par l'enseigner, puis entame un bilan de compétence et se tourne alors vers des études de théologie.
Elle critique l'« hypocrisie qui entoure le célibat des prêtres ». Un de ses proches amis, un ancien moine qui lui a fait retrouver la foi, est marié et père de famille.  Ils  discutent sur la hiérarchie rigide de l'Église catholique. Plus tard elle aborde le sujet  avec le directeur du séminaire du diocèse de Bâle. Ils parlent du fait que nombre de prêtres ne vivent pas en célibataires et ont des enfants. Elle lui demande alors s'il est nécessaire de rester dans le mensonge, et il répond par l'affirmative[pas clair]. Selon elle, le célibat, arrivé  tard dans l'histoire de l'Église, n'est plus défendable, ne serait-ce que parce qu'un prêtre marié est mieux à même de conseiller ses ouailles.
Monika Wyss commence en 2000 une formation à la théologie par Internet à l'université de Lucerne[réf. souhaitée] ; parallèlement elle travaille pendant un an comme catéchiste à la paroisse de Saint-Gallus à Kriens LU[réf. souhaitée].  Elle prend contact avec Gisela Forster et Christine Mayr-Lumetzberger, qui ont créé le mouvement « RK prêtresses Europe occidentale [réf. nécessaire]». Elle doit interrompre ses études en 2003 à la suite d'un accident vasculaire cérébral, mais ses compétences sont jugées[Par qui ?] adéquates pour procéder à son ordination en tant que  prêtresse catholique.

### Ordination
L'ordination a lieu le 24 juin 2006 à bord d'un navire sur le lac de Constance entre l'Allemagne et la Suisse par trois « évêques » allemandes du groupe « RK prêtresses Europe occidentale »,, selon le rite catholique consommé[Quoi ?]. La consécration n'est pas reconnue par l'Église officielle, mais elle n'entraîne pas d'excommunication, contrairement aux ordinations précédentes. Le 29 juin 2002 par exemple Christine Mayr-Lumetzberger et les sept du Danube sont « ordonnées prêtres » par l'évêque schismatique argentin Rómulo Antonio Braschi (en) sur un bateau au milieu du Danube. Elles sont excommuniées par le Vatican. D'autres femmes sont ordonnées prêtres par les mêmes modalités, non reconnues par l'église catholique par l'Association des femmes prêtres catholiques romaines qui compte en 2025 12 femmes évêques et 300 prêtres dans le monde. 

## Vie privée
Monika Wyss, divorcée, a quatre enfants et vit en 2006 avec une de ses filles à Riehen, près de Bâle. Elle est membre du groupe « RK Priestesses Europe-West ».

## Publications
- Pour vous, Hochwald, dpunkto Verlag, 2006  (ISBN 3-9523190-2-3)